# Nanshabrug
De Nanshabrug (Chinees: 南沙大桥; Hanyu pinyin: Nánshā Dàqiáo) is een hangbrug over de Parelrivier in de provincie Guangdong in de Volksrepubliek China. De brug die Dongguan in het oosten met het stadsdistrict Nansha van Guangzhou in het westen verbindt, is een belangrijk kunstwerk in de realisatie van het autosnelwegennet van de Parelrivierdelta.
Bij zijn inauguratie op 2 april 2019 stond de hangbrug qua overspanning met zijn 1.688 m overspanning op de tweede positie in de wereldranglijst, enkel voorafgegaan door de elf jaar oudere Japanse Akashi-Kaikyo-brug. De totale lengte van de brug met de opritviaducten is 12.891 meter. De brug heeft twee lange overspanningen, deze van 1.688 m over de Parelrivier zelf, die van 1.200 m over de Shawan. De brug heeft acht rijstroken en is 54 m breed. De bouwkost bedroeg 12 miljard Chinese renminbi.